# みにくいあひるの子 (研ナオコの曲)
「みにくいあひるの子」（みにくいあひるのこ）は、研ナオコの18枚目のシングル。1978年10月21日にキャニオン・レコードから発売された。シングルとしては5作目の中島みゆき提供曲である。
「みにくいあひるの子」の中島によるセルフカバーは2002年のアルバム『おとぎばなし-Fairy Ring-』に収録されている。B面の「こぬか雨」については、2013年現在セルフカバーは発表されていない。

## 収録曲
- 全作詞・作曲：中島みゆき

1. みにくいあひるの子
編曲：クニ河内
2. こぬか雨
編曲：若草恵